# سیرک ماکسنتیوس
سیرک ماکسنتیوس (انگلیسی: Circus of Maxentius) (معروف تا قرن نوزدهم به عنوان سیرک کاراکالا) یک سازه باستانی در رم، ایتالیا، بخشی از مجموعه ساختمان‌هایی است که توسط امپراتور ماکسنتیوس در جاده آپیا بین ۳۰۶ و ۳۱۲ پس از میلاد ساخته شده‌است.